# Billy Aaron Brown
Billy Aaron Brown (Clarinda (Iowa), 28 juli 1981) is een Amerikaans acteur.

## Biografie
Brown werd geboren in Clarinda waar hij de high school doorliep aan de Clarinda High School. Na het behalen van zijn diploma verhuisde hij op achttienjarige leeftijd naar Los Angeles voor zijn acteercarrière.
Brown begon in 2000 met acteren in de televisieserie Undressed, waarna hij nog meerdere rollen speelde in televisieseries en films. Hij is vooral bekend van zijn rol als Kyle in de televisieserie 8 Simple Rules waar hij in 31 afleveringen speelde (2002-2004).

## Filmografie

### Films
Uitgezonderd korte films.
- 2017 Limerence - als Leo
- 2016 Halfway - als Sean
- 2010 Detention - als Jack
- 2009 The Strip - als Jeff
- 2007 Headless Horseman - als Liam
- 2006 These Days - als Jeremy
- 2005 Attack of the Sabretooth - als Kirk
- 2004 Searching for David's Heart - als David Deeton
- 2004 Going to the Mat - als John Lambrix
- 2003 Jeepers Creepers 2 - als Andy 'Bucky' Buck
- 2002 Getting There - als Danny
- 2001 Holiday in the Sun - als Scott

### Televisieseries
Uitgezonderd eenmalige gastrollen.
- 2012 Underemployed - als Ike - 2 afl.
- 2002-2004 8 Simple Rules - als Kyle - 31 afl.
- 2001 Boston Public - als Leo Peterson - 2 afl.
- 2000 Undressed - als Billy - 3 afl.

- Bibliothèque nationale de France: cb15576264d (data)
- International Standard Name Identifier: 0000 0000 0189 0480
- Library of Congress Control Number: no2020132619
- Virtual International Authority File: 34772097